# صنایع چیل
صنایع چیل (انگلیسی: Cheil Industries) شرکت صنایع شیمیایی کره‌ای است، که در سال ۱۹۵۴ تأسیس شد.